# Sportul în Ucraina
Sporturi precum fotbalul și luptele au fost populare în Ucraina începând cu secolul al XIX-lea. Ucraina a beneficiat de accentul pus de Uniunea Sovietică asupra educației fizice, iar Ucraina a rămas cu sute de stadioane, bazine de înot, gimnazii și alte facilități sportive după destrămarea Uniunii Sovietice. Activitățile sportive sau mișcările atletice din Ucraina au fost influențate în mare măsură de mișcarea sportivă Sokol care a fost populară în Europa Centrală încă din a doua jumătate a secolului al XIX-lea.
Andrei Șevcenko este cel mai cunoscut fotbalist ucrainean, fiind considerat un erou național în Ucraina.

## Crichet
Asociația Ucraineană de Cricket se ocupă de promovarea jocului de cricket în Ucraina. Există o mulțime de cluburi de cricket în Ucraina în acest moment: in orașele Kiev, Harkov, Crimea, Vinnîțea, Ternopil, Donețk și Luhanțk.
Gimnastele ucrainene s-au bucurat de succes la Campionatele Europene 2009 din Milano, Italia, Ucraina având gimnaste calificate în finală la fiecare probă, gimnaste care au obținut o medalie de aur și una de bronz în finale.

## Bandy
Echipa națională de bandy a Ucrainei a câștigat primul Campionat Mondial de Bandy în 2013. La turneul din 2016, Ucraina a ajuns în semifinala Diviziei B. În ceea ce privește numărul de practicanți lciențiați, bandy este al doilea mare sport de iarnă din lume.